# Кушніров Денис В'ячеславович
Денис В'ячеславович Кушніров (12 грудня 1992, Кривий Ріг, Дніпропетровська область) — український спортивний стрілець, який змагається у чоловічому 10-метровому пневматичному пістолеті.

## Життєпис
У 2009 році поступив до Криворізької філії Європейського університету.
Змагається за спортивні товариства «Динамо» та «Україна». Тренер — Геннадій Чапала.

## Спортивні здобутки
- 2010 — чемпіон перших юнацьких Олімпійських ігор (Сінгапур).
- 2010 — чемпіон Європи (Меракер, Фінляндія).
- 2010 — срібний призер чемпіонату світу серед юніорів (Мюнхен).
- 2011 — чемпіон України.
- 2012 — бронзовий призер Кубка світу (Лондон).

### Участь в Олімпійських іграх
На літніх Олімпійських іграх 2012 року він посів 18-е місце у кваліфікаційному раунді, не зумівши пройти до фіналу.